# Форт-Сент-Джон
Форт-Сент-Джон (англ. Fort St. John) — місто в Канаді, у провінції Британська Колумбія, у складі регіонального округу Піс-Ривер.

## Населення
За даними перепису 2016 року, місто нараховувало 20155 осіб, показавши зростання на 8,3%, порівняно з 2011-м роком. Середня густина населення становила 767,3 осіб/км².
З офіційних мов обидвома одночасно володіли 1 015 жителів, тільки англійською — 18 885, тільки французькою — 5, а 65 — жодною з них. Усього 2175 осіб вважали рідною мовою не одну з офіційних, з них 45 — одну з корінних мов, а 40 — українську.
Працездатне населення становило 79% усього населення, рівень безробіття — 10,8% (12,6% серед чоловіків та 8,6% серед жінок). 91% осіб були найманими працівниками, а 7,9% — самозайнятими.
Середній дохід на особу становив $60 186 (медіана $48 851), при цьому для чоловіків — $78 425, а для жінок $40 266 (медіани — $70 377 та $34 044 відповідно).
33% мешканців мали закінчену шкільну освіту, не мали закінченої шкільної освіти — 18,9%, 48% мали післяшкільну освіту, з яких 29,6% мали диплом бакалавра, або вищий, 45 осіб мали вчений ступінь.
| Статево-вікова структура населення | Статево-вікова структура населення | Статево-вікова структура населення | Статево-вікова структура населення | Статево-вікова структура населення |
| ---------------------------------- | ---------------------------------- | ---------------------------------- | ---------------------------------- | ---------------------------------- |
|                                    |                                    |                                    |                                    |                                    |
| Всього                             | Всього                             | 51,6%48,4%                         |                                    |                                    |
| 0 — 14 років                       | 0 — 14 років                       |                                    | 21,2%                              | 21,2%                              |
| 15 — 64 років                      | 15 — 64 років                      |                                    | 71,6%                              | 71,6%                              |
| 65 і більше                        | 65 і більше                        |                                    | 7,2%                               | 7,2%                               |
| 85 і більше                        | 85 і більше                        |                                    | 1%                                 | 1%                                 |
| 100 і більше                       | 100 і більше                       |                                    | 0%                                 | 0%                                 |
| Середній вік (років)               | Середній вік (років)               | 32,834,0                           | 33,4                               | 33,4                               |
| Медіана (років)                    | Медіана (років)                    | 31,231,9                           | 31,5                               | 31,5                               |
| — чоловіки — жінки                 |                                    |                                    |                                    |                                    |

| Походження мешканців:     | Походження мешканців:     | Походження мешканців: | Походження мешканців: | Походження мешканців: |
| ------------------------- | ------------------------- | --------------------- | --------------------- | --------------------- |
| Походження                |                           |                       | осіб                  | %                     |
| Корінні американці        | Корінні американці        |                       | 2 445                 | 12.34%                |
| Інше північноамериканське | Інше північноамериканське |                       | 6 620                 | 33.42%                |
| Європейське               | Європейське               |                       | 14 105                | 71.2%                 |
| британське                | британське                |                       | 9 585                 | 48.38%                |
| французьке                | французьке                |                       | 2 580                 | 13.02%                |
| українське                | українське                |                       | 1 335                 | 6.74%                 |
| Латинськоамериканське     | Латинськоамериканське     |                       | 190                   | 0.96%                 |
| Карибське                 | Карибське                 |                       | 70                    | 0.35%                 |
| Африканське               | Африканське               |                       | 475                   | 2.4%                  |
| Азійське                  | Азійське                  |                       | 1 995                 | 10.07%                |
| Океанійське               | Океанійське               |                       | 160                   | 0.81%                 |

| Зайнятість населення за галузями (за класифікацією NOC): | Зайнятість населення за галузями (за класифікацією NOC): | Зайнятість населення за галузями (за класифікацією NOC): | Зайнятість населення за галузями (за класифікацією NOC): | Зайнятість населення за галузями (за класифікацією NOC): |
| -------------------------------------------------------- | -------------------------------------------------------- | -------------------------------------------------------- | -------------------------------------------------------- | -------------------------------------------------------- |
|                                                          |                                                          |                                                          |                                                          |                                                          |
| Управління                                               | Управління                                               |                                                          | 8,5%                                                     | 8,5%                                                     |
| Бізнес, фінанси та адміністрування                       | Бізнес, фінанси та адміністрування                       |                                                          | 14,5%                                                    | 14,5%                                                    |
| Природничі та прикладні науки                            | Природничі та прикладні науки                            |                                                          | 7,2%                                                     | 7,2%                                                     |
| Охорона здоров'я                                         | Охорона здоров'я                                         |                                                          | 4,8%                                                     | 4,8%                                                     |
| Освіта, правозахист, муніципальні та урядові служби      | Освіта, правозахист, муніципальні та урядові служби      |                                                          | 8,9%                                                     | 8,9%                                                     |
| Мистецтво, культура, відпочинок та спорт                 | Мистецтво, культура, відпочинок та спорт                 |                                                          | 1,3%                                                     | 1,3%                                                     |
| Роздрібна торгівля та послуги                            | Роздрібна торгівля та послуги                            |                                                          | 22,4%                                                    | 22,4%                                                    |
| Гуртова торгівля, транспорт та обладнання                | Гуртова торгівля, транспорт та обладнання                |                                                          | 23%                                                      | 23%                                                      |
| Природні ресурси, сільське господарство                  | Природні ресурси, сільське господарство                  |                                                          | 4,9%                                                     | 4,9%                                                     |
| Виробництво                                              | Виробництво                                              |                                                          | 4,5%                                                     | 4,5%                                                     |

## Клімат
Місто знаходиться у зоні, котра характеризується континентальним субарктичним кліматом. Найтепліший місяць — липень із середньою температурою 16.2 °C (61.1 °F). Найхолодніший місяць — січень, із середньою температурою -12.8 °С (8.9 °F).
| Клімат Форт-Сент-Джона  | Клімат Форт-Сент-Джона | Клімат Форт-Сент-Джона | Клімат Форт-Сент-Джона | Клімат Форт-Сент-Джона | Клімат Форт-Сент-Джона | Клімат Форт-Сент-Джона | Клімат Форт-Сент-Джона | Клімат Форт-Сент-Джона | Клімат Форт-Сент-Джона | Клімат Форт-Сент-Джона | Клімат Форт-Сент-Джона | Клімат Форт-Сент-Джона | Клімат Форт-Сент-Джона |
| Показник                | Січ.                   | Лют.                   | Бер.                   | Квіт.                  | Трав.                  | Черв.                  | Лип.                   | Серп.                  | Вер.                   | Жовт.                  | Лист.                  | Груд.                  | Рік                    |
| Абсолютний максимум, °C | 12,9                   | 12,8                   | 18                     | 27,9                   | 31,8                   | 31,7                   | 33,5                   | 33,6                   | 30                     | 25,8                   | 18,3                   | 11,4                   | 33,6                   |
| Середній максимум, °C   | −8,7                   | −5,1                   | 0,1                    | 9,1                    | 15,5                   | 19,6                   | 21,7                   | 20,5                   | 15,2                   | 7,7                    | −2,9                   | −7,4                   | 7,1                    |
| Середня температура, °C | −12,8                  | −9,6                   | −4,6                   | 3,9                    | 9,8                    | 14,1                   | 16,2                   | 14,9                   | 10,1                   | 3,6                    | −6,6                   | −11,4                  | 2,3                    |
| Середній мінімум, °C    | −16,9                  | −14                    | −9,2                   | −1,3                   | 4                      | 8,6                    | 10,7                   | 9,2                    | 4,9                    | −0,6                   | −10,2                  | −15,3                  | −2,5                   |
| Абсолютний мінімум, °C  | −47,2                  | −42,2                  | −36,7                  | −28,9                  | −13,1                  | −0,6                   | 0,7                    | −2,9                   | −12,8                  | −25                    | −39,2                  | −44,6                  | −47,2                  |
| Норма опадів, мм        | 25.4                   | 19                     | 23.7                   | 20                     | 37.9                   | 65.6                   | 75.2                   | 51.2                   | 44.7                   | 30.8                   | 29.2                   | 22                     | 444.7                  |
| Днів з дощем            | 0,6                    | 0,4                    | 0,7                    | 3,8                    | 7,9                    | 11,1                   | 12,9                   | 10,4                   | 10                     | 5,5                    | 2,1                    | 0,6                    | 66                     |
| Днів зі снігом          | 11,3                   | 9,7                    | 8,5                    | 4,1                    | 1,3                    | 0,1                    | 0                      | 0,1                    | 1,2                    | 5,1                    | 10,3                   | 10,8                   | 62,6                   |
| Вологість повітря, %    | 82                     | 86                     | 73                     | 63                     | 58                     | 64                     | 66                     | 68                     | 69                     | 72                     | 83                     | 89                     | 73                     |
| ----------------------- | ---------------------- | ---------------------- | ---------------------- | ---------------------- | ---------------------- | ---------------------- | ---------------------- | ---------------------- | ---------------------- | ---------------------- | ---------------------- | ---------------------- | ---------------------- |
| Джерело: Weatherbase    |                        |                        |                        |                        |                        |                        |                        |                        |                        |                        |                        |                        |                        |